# Fauconnerie
La fauconnerie est l'art de capturer un gibier dans son milieu naturel à l'aide d'un oiseau de proie affaité (dressé). Cet art très ancien est pratiqué dans plus de 80 pays et a été inscrit au patrimoine culturel immatériel de l'humanité de l'UNESCO le 16 novembre 2010, puis avec de nouveaux pays en 2012, 2016 et 2021.
De nombreuses espèces de rapaces sont utilisées : les faucons, les autours, l'épervier pour le vol de la caille, l'aigle royal au Kazakhstan pour voler le renard voire le loup, les faucons sacres pour le vol de l'outarde houbara, etc.

## Histoire

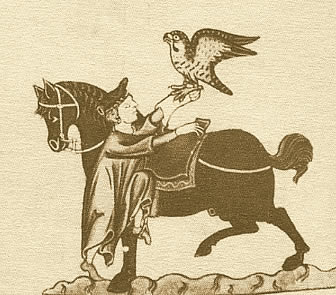
Illustration du traité de fauconnerie De arte venandi cum avibus

### Origines
La fauconnerie semble trouver son origine dans les steppes et les hauts-plateaux d'Eurasie centrale, dans des régions où, maintenant encore, se rencontre la plus grande concentration naturelle d'oiseaux de proie aptes à être affaités (dressés). Les Kirghizes, guerriers nomades et chasseurs, sont les héritiers d'une tradition qui remonte à l'Antiquité et qui pourrait être apparue chez les Scythes ou d'autres peuples plus anciens. Cette pratique reste très vivace en Asie centrale de nos jours malgré la vie moderne. Le monde antique grec et latin a connaissance de cet art sans le pratiquer. Une plaque de ceinturon gallo-romain évoque la chasse au vol. 

### Développement en Europe
C'est au Ve siècle que le monde gallo-romain découvre l'art de la fauconnerie. Les mérovingiens en sont épris, les Burgondes également qui créent des lois pécuniaires en remboursement d'un faucon tué. Les Arabes et les Gaulois l'ont appris des Germains par les grandes invasions. On  distinguait alors la fauconnerie constituée des oiseaux de hauts vols (faucons) et réservée à une élite de guerrier, de l'autourserie, réservée à une autre élite plus ecclésiastique, qui constituait la chasse à bas vol et employait des éperviers, des aigles, des autours. Encore que l'une et l'autre était pratiquée par les mêmes. Elles demandent une extrême patiente et exigent des connaissances élevées. Au Moyen Âge, on voit vraiment se développer la fauconnerie dans tous les pays d'Europe, avec un âge d'or en France sous Louis XIII. Selon les périodes et les régions, elle est largement pratiquée par tous, ou, au contraire, demeure l'expression jalouse de la noblesse, voire privilège royal. La fauconnerie fait partie, avec le chant poétique, la cavalerie et le maniement des armes, des arts nobles donnant lieu à des concours entre tous les jeunes gens nobles d'une région, comme l'atteste la cour de l'Épervier dans le Languedoc.
Les rapaces font l'objet d'un commerce important et constituent un produit considéré comme précieux et de prestige. Les ordres chrétiens de chevalerie créés à partir du XIIe siècle ont une approche différente de la pratique de la chasse. Au sein de l'ordre du Temple, la fauconnerie est interdite, en revanche c'est la seule méthode de chasse autorisée au sein de l'ordre des hospitaliers de Saint-Jean de Jérusalem.
La technique s'affine peu à peu, en particulier grâce à l'usage du leurre et du chaperon rapportés d'Orient par les croisés en 1247. Puis apparaît le plus riche et le plus célèbre traité de fauconnerie d'Occident, De arte venandi cum avibus de l'empereur Frédéric II de Hohenstaufen, qui pratiquait la chasse avec le faucon dans les bois du Vulture, dans la région italienne de Basilicate.

### En France

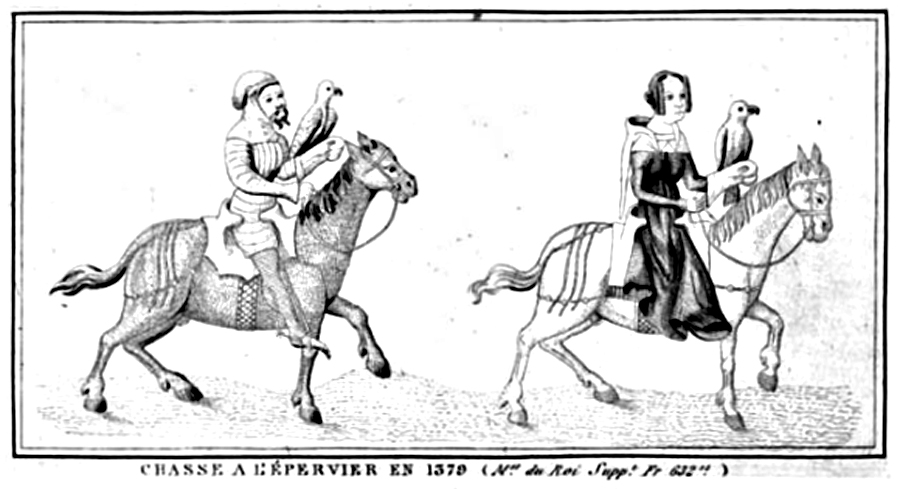
Chasse à l'épervier, 1379. Illustration figurant dans le Ménagier de Pichon.

La fauconnerie fait son apparition sur le territoire français par les invasions germaniques, et devient depuis une pratique courante chez les élites sociales, dont principalement les nobles et la royauté dès le début du Moyen Âge. Une mention de la chasse au vol est faite dans le livre V de l'Histoire des Francs par l'évêque Grégoire de Tours, sous la forme d'une anecdote de la mort de Mérovée, fils de Chilpéric Ier : « Pourquoi restons-nous ici, comme des paresseux et des lâches ? Et d’où vient que semblables à des imbéciles, nous nous cachons autour de cette basilique ? Faisons venir nos chevaux, prenons des faucons, allons à la chasse avec des chiens, et jouissons de la vue des lieux ouverts ». Les renseignements les plus précis ne remontent qu'au XIIIe siècle. À cette époque, et jusqu'au début du XVe siècle, le responsable des équipages royaux portait le titre de fauconnier maître ; sous Charles VI, on sépara les services de la vénerie et de la fauconnerie en créant, en 1406, la charge de grand fauconnier de France qui subsista jusqu'à la Révolution.
Sous Louis XIII, fauconnier dans l'âme, cet art connaît son apogée et son second âge d'or ; la fauconnerie française est la première d'Europe tant par l'éclat de ses équipages que par sa technique. En 1616, la fauconnerie du roi comporte 300 oiseaux subdivisés en six équipages spécialisés : vol pour le héron, vol pour milan et corneille, vol pour perdrix, etc. Raffinements et subtilités permettent des prouesses. Les oiseaux volent de compagnie (en équipe), chacun tenant un rôle distinct. Mais dès 1617, Louis XIII a des oiseaux en propre au Louvre (cabinet d'Apollon) qui va composer, indépendamment de la Grande fauconnerie, les « Oiseaux du Cabinet du Roi » et qu'il emportait continuellement avec lui dans ses déplacements de résidences en résidences ou à la Guerre. La Fauconnerie du Cabinet du Roi persistera jusqu'à la Révolution. Sous son règne, la chasse au vol connut son apogée, non seulement en France, mais dans la plupart des cours européennes (Allemagne, Grande-Bretagne, Hollande, etc.).
Peu à peu, à la fin du XVIIe, la fauconnerie va passer de mode avec le développement des armes à feu. Louis XIV installe à partir de 1670 la Fauconnerie du Cabinet du Roi à Montainville, village non loin de Versailles. Les Maîtres fauconniers du Cabinet du Roi étaient souvent originaires de la région d'Anvers en Flandres. Louis XIV, Louis XV et Louis XVI sont plus veneurs que fauconniers mais les services de la Fauconnerie royale subsistent. La fauconnerie du Cabinet du Roi sera aux mains de la famille Forget durant le XVIIe et le XVIIIe siècle. Cette Fauconnerie restera avec tout son personnel dans ce village jusqu'à la Révolution durant laquelle deux décrets de la Convention vont supprimer tant les charges royales de la fauconnerie que toute pratique de cet art trop évocateur du passé.
Napoléon, qui ne fut pas un grand chasseur, créa les services impériaux de vénerie et de fauconnerie surtout dans un souci de prestige. En fait, la chasse au vol sera officiellement inexistante au XIXe siècle puisque ne figurant pas parmi les modes de chasse autorisés. La loi de police de 1844 continua de l'ignorer.
Le flambeau sera néanmoins repris par quelques originaux et amateurs éclairés, dont certains aristocrates, anciens émigrés qui avaient rapporté de l'étranger l'amour de la chasse au vol et surent le transmettre. Cette pratique ignorée des règlements ne fut guère contestée, d'autant que les rapaces, depuis la Révolution, figuraient au bestiaire des nuisibles. En 1865, Napoléon III donne même au « Club de fauconnerie Champenoise » une autorisation officielle de voler au camp de Châlons, mais l'essai se termina en 1870 avec la chute de l'empire.
La renaissance de la fauconnerie en France est due, à la fin de la Seconde Guerre mondiale, au périgourdin Abel Boyer, entouré de quelques amis. Ensemble, ils fondent l'Association nationale des fauconniers et autoursiers français, ils redécouvrent et vulgarisent les techniques de la chasse au vol et entreprennent des efforts pour la reconnaissance légale de ce mode de chasse, obtenue en 1954,.
La fauconnerie moderne est aussi employée par l'armée autour de ses bases aériennes pour éviter les collisions entre oiseaux et avions.

### Au Maroc
Au Maroc, les débuts de la pratique de la fauconnerie (tabiyazt ou bayzara) remontent à l'époque des conquêtes islamiques, particulièrement à partir du XIIe siècle. Elle s'est diffusée parmi les nomades et semi-nomades, ainsi que dans la société monarchique ; au sein de cette dernière, l'attention qui y fut portée dès la dynastie almohade est avérée par des textes historiques.
De nos jours, cette tradition est toujours fortement ancrée au sein du Doukkala (« familles Kouassem »), et le Maroc fait partie de l'Association internationale de la fauconnerie.

## Associations de fauconnerie

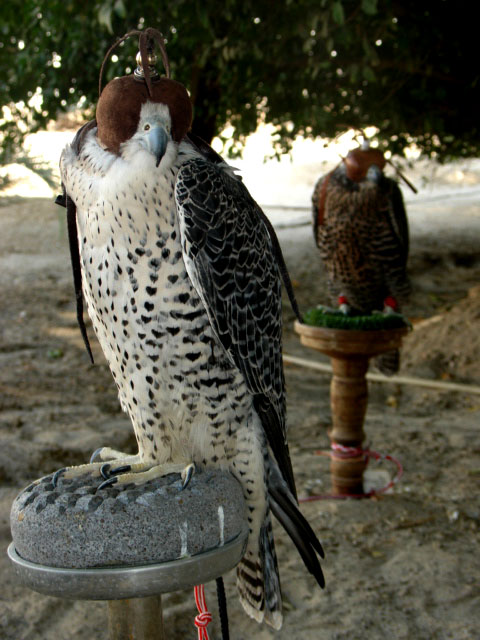
Des faucons dans l'émirat de Dubaï.

Il existe actuellement des associations de fauconnerie dans presque tous les pays d'Europe, de l'est à l'ouest, mais aussi au Moyen-Orient, en Asie, en Amérique et en Afrique[réf. nécessaire].
Hormis l'Australie, la plupart des pays connaissent une fauconnerie locale, traditionnelle et bien souvent séculaire. Pour certains, il aura fallu attendre la deuxième partie du XXe siècle, et les moyens modernes de communications, pour redécouvrir, bien vivante, leur pratique de la chasse au vol qui n'a guère changé depuis les récits de Marco Polo. Si chaque région géographique du globe connaît une fauconnerie spécifique, on peut cependant reconnaître deux grandes catégories de chasse au vol dans le monde.
Dans tous les pays, la fauconnerie est strictement réglementée dans la mesure où pratiquement toutes les espèces d'oiseaux de proie utilisées à la chasse au vol sont protégées. Il est donc vital pour l'avenir de la fauconnerie que les administrations nationales, avant de légiférer, disposent des interlocuteurs fiables que sont les associations de chasse au vol. Ces réglementations nationales varient assez peu d'un pays à l'autre car elles sont le plus souvent dictées par des conventions ou règlements internationaux (convention de Washington ou CITES, convention de Bern, etc.); la fauconnerie n'échappe pas non plus à la mondialisation.

### IAF
Déjà conscientes de ce phénomène à venir, et quelque peu visionnaires, plusieurs associations de fauconnerie européennes, ont créé, dès 1968, International Association for Falconry and Conservation of Birds of Prey (IAF), l'IAF représente la fauconnerie dont elle défend les intérêts au niveau international. Elle a également aidé et inspiré de nombreux fauconniers dans le monde pour la création d'une association dans leur pays, en harmonie avec les règlementations internationales et ses règles d'éthique. À ce jour, l'IAF fédère l'ensemble des fauconniers dans le monde, regroupant 108 associations représentant 80 pays et 80 000 membres. Chaque année, les délégués nationaux de tous ces pays se réunissent quelque part dans le monde pour partager leur passion.

### La méthode ancestrale

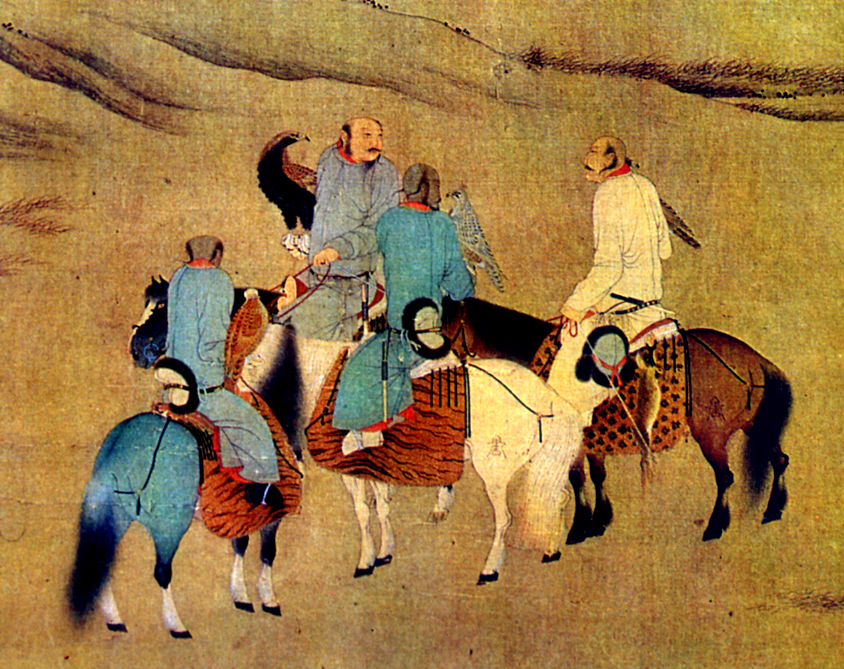
Cavaliers khitan chassant avec des aigles (Dynastie Song)

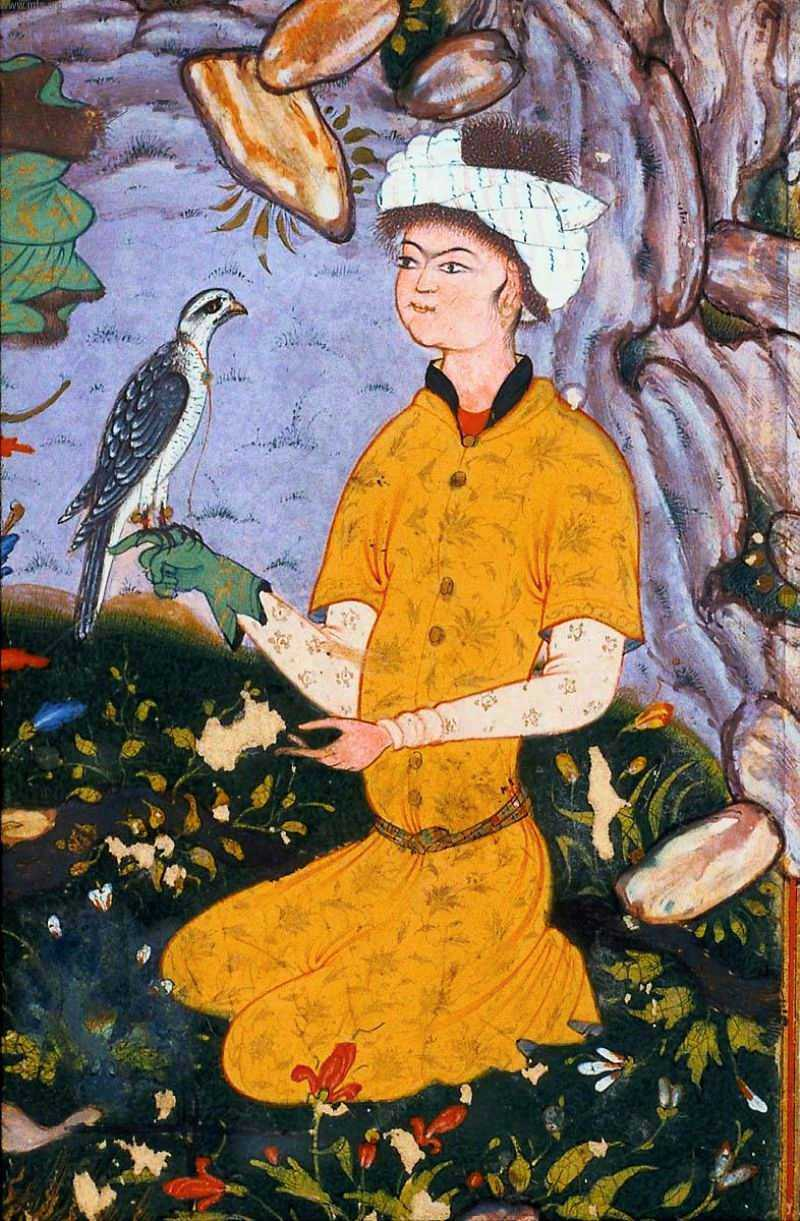
Fauconnier persan (Mirza Ali, musée des beaux-arts de Boston), 1575

Tout d'abord la fauconnerie traditionnelle et ancestrale, avec une multitude de types de chasse et d'oiseaux utilisés, en fonction des proies potentielles du terrain. Cela va de l'utilisation de l'épervier pour le vol de la caille, en Tunisie ou dans la vallée de l'Indus, à celle de l'aigle royal au Kazakhstan pour voler le renard, voire le loup. Au Moyen-Orient, ce sont traditionnellement des faucons sacres qui sont utilisés pour le vol de l'outarde houbara dans le désert. La liste serait longue tant la fauconnerie traditionnelle représente une mosaïque de cultures et de spécificités. Elle est totalement imprégnée d'usages transmis de génération en génération et se montre peu évolutive.
Dans une décision prise le 16 novembre 2010, le 5e comité intergouvernemental de l'UNESCO a inscrit l'art de la fauconnerie au patrimoine culturel immatériel de l'humanité, en tant qu'« activité traditionnelle qui consiste à conserver et dresser des faucons et autres rapaces pour attraper du gibier dans son environnement naturel », reprenant en cela la définition prônée par l'Association internationale de fauconnerie (IAF).

### La méthode contemporaine
À l'inverse, des pays comme les États-Unis, sans passé historique en matière de chasse au vol, pratiquent une fauconnerie contemporaine, en perpétuelle évolution. Les Américains ne cessent en effet d'innover, que ce soit dans les méthodes de dressage, d'entraînement et de détention des oiseaux, celles de leur utilisation à la chasse ou encore dans les techniques de reproduction en captivité. Il est vrai que les États-Unis sont un paradis pour la fauconnerie, avec de gigantesques espaces, un gibier nombreux et de haute qualité, ainsi qu'une législation peu contraignante, autant pour la chasse que pour les prélèvements d'oiseaux de vol dans la nature.

### Méthodes mixtes
Quant à l'Europe, elle est à la fois très empreinte d'un très riche passé de traditions de fauconnerie, mais aussi de modernité. Les pays qui la composent offrent dès lors un heureux mélange des fauconneries traditionnelles et contemporaines. Les différences observées d'un pays à l'autre relèvent essentiellement de la nature du gibier, de l'environnement et des conditions climatiques.
Si la fauconnerie européenne a retrouvé tout son éclat et son degré de performance, s'il est désormais relativement aisé de se procurer un oiseau né en captivité, son avenir se trouve pourtant très menacé. La diminution alarmante du petit gibier de plaine, voire sa disparition, dans la quasi-totalité des pays de l'Union européenne, risque de porter un coup fatal à la chasse au vol. Mais ce risque ne se limite pas à l'Europe et beaucoup de fauconniers dans le monde s'inquiètent du même phénomène de détérioration des habitats par l'homme.

## Techniques employées

### Le bas vol
On nomme ainsi la chasse pratiquée avec les oiseaux de poing. Selon les oiseaux utilisés, on parle d'autourserie, esparverie, aiglerie ou butéonnerie. L'oiseau part du poing du fauconnier, qui se nomme dans ce cas Autoursier, Esparveteur, Aiglier ou Butéonnier. Au départ du gibier, l'oiseau s'élance à sa poursuite. On utilise pour cela différentes catégories d'aigles, d'autours des palombes, d'éperviers, ainsi que des oiseaux d'origine diverses comme la buse de Harris ou la buse à queue rousse. Ces oiseaux ont des ailes courtes et arrondies, et une queue importante leur permettant de brusques changements de direction.
Les proies d'un oiseau de bas vol sont multiples, à plumes et à poil : du chevreuil pour l'aigle royal au passereau pour l'épervier. En Asie Centrale (Mongolie, Kirghizistan), comme le montrent des films documentaires[Lesquels ?], ce sont les loups et renards qu'on chasse à l'aide d'aigles[citation nécessaire].

### Le haut vol

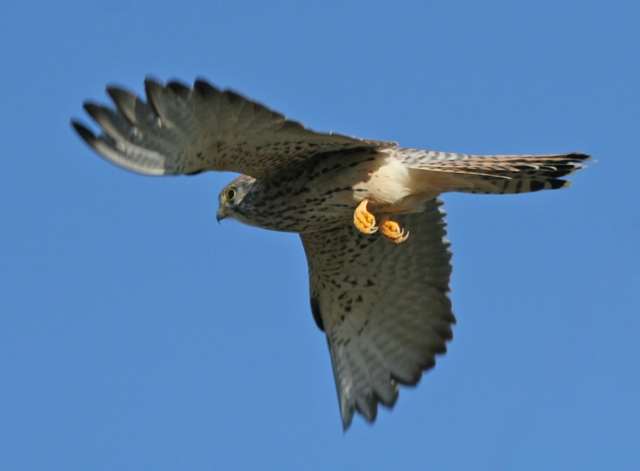
Faucon crécerellette

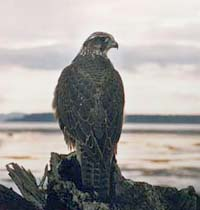
Faucon gerfaut

On nomme ainsi la chasse pratiquée avec des oiseaux de leurre. Elle se divise en deux types de vol : le vol d'amont et le vol du poing.

#### Vol d'amont
On nomme ainsi le vol d'un oiseau déjà en vol lors du départ du gibier. L'oiseau est ainsi habitué à monter au-dessus du fauconnier et de son chien à l'arrêt. Il fond à très grande vitesse sur sa proie dès qu'elle décolle. On utilise pour ce vol différentes espèces de faucons (pèlerins, sacres, gerfauts, laniers, etc.).
Les proies d'un oiseau de haut vol sont des oiseaux capturés en vol : en effet, la très grande vitesse de l'attaque et de l'impact rendent extrêmement dangereuse la proximité du sol ou d'un obstacle quelconque.

#### Vol du poing
Le faucon est lâché à vue sur sa proie qu'il poursuit en montant (il fait carrière), c'était le haut-vol classique du Moyen Âge pratiqué sur le héron, le milan ou la corneille. De nos jours, le « haut-vol » ne se pratique que sur la corneille.